# Janvier 1849

## Événements

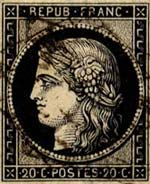
Le timbre 20 centimes de 1849.

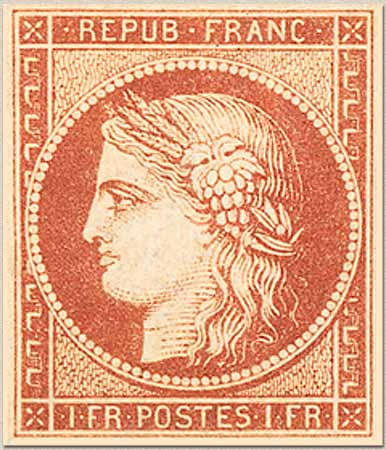
Premiers timbres-poste de France : un franc vermillon

- La république est proclamée à Florence.

- 1er janvier : le premier timbre postal français est mis en circulation.

- 4 janvier, France : une Commission est formée par Falloux en vue d'étudier le problème scolaire.

- 5 janvier : les Autrichiens prennent Pest, avec l'aide de troupes croates.

- 10 janvier, France : réorganisation de l'Assistance publique.

- 11 janvier : le duc de Noailles est élu à l'Académie française. Aux élections académiques, Victor Hugo a donné sa voix à Balzac.

- 13 janvier : constitution allemande, l'Autriche est exclue de l'Allemagne, et la couronne est offerte au roi de Prusse.

- 15 janvier, France : Victor Hugo devant les bureaux de l'Assemblée : « sur la Question de la dissolution. »

- 18 janvier : Alexis de Saint-Priest est élu à l'Académie française. Victor Hugo a donné, une fois encore, sa voix à Balzac.

- 20 janvier, France : Boulay de la Meurthe est élu vice-président de la République.

- 29 janvier, France :
  - Alexis de Tocqueville vote la proposition Rateau pour l'abrogation du mandat de la Constituante; la proposition n'obtient que 5 voix de majorité.
  - Victor Hugo à l'Assemblée : « sur la Séparation de l'Assemblée. »
  - échec de la tentative de coup d'État de Changarnier;
  - bal du Jardin d'Hiver.

## Naissances
- 9 janvier : John Hartley, joueur de tennis britannique, vainqueur à deux reprises du Tournoi de Wimbledon, en 1879 et 1880. († 21 août 1935).
- 11 janvier : Philipp Bertkau zoologiste allemand († 22 octobre 1894).
- 12 janvier : Jean Béraud, peintre impressionniste français († 4 octobre 1935).

## Décès
- 31 janvier : Rosalie Huzard (née en 1767), éditeur et imprimeur française, spécialisée dans la littérature vétérinaire et agronomique.